# Aberkenfig
Aberkenfig är en ort i Storbritannien.   Den ligger i kommunen Bridgend och riksdelen Wales, i den södra delen av landet, 240 km väster om huvudstaden London. Aberkenfig ligger 39 meter över havet och antalet invånare är 10 083.
Terrängen runt Aberkenfig är kuperad norrut, men söderut är den platt. Runt Aberkenfig är det tätbefolkat, med 411 invånare per kvadratkilometer. Närmaste större samhälle är Coity, 3,4 km sydost om Aberkenfig. Trakten runt Aberkenfig består i huvudsak av gräsmarker.